# Schelpe
Die Schelpe ist ein orografisch linker Zufluss der Weser in Nordrhein-Westfalen (Deutschland).

## Name
Das Gewässer wird 1281 als Schilipe erstmals urkundlich erwähnt. Bei dem Namen handelte es sich wohl ursprünglich um ein Kompositum mit dem Hydronym -apa und dem mittelniederdeutschen Wort schel(e) für „schielend“.

## Verlauf

Verlauf der Schelpe durch die Propstei tom Roden um 1250. Karte mit Höxter, Nienkerken, Siedlung und Kloster Corvey

Heutiger Verlauf der Schelpe auf dem Gebiet der Klosteranlage Corveys und Mündung in die Weser

Die Schelpe entspringt südöstlich von Hohehaus in Westfalen und fließt durch Brenkhausen und die Stadt Höxter. Etwa 1,2 km nordwestlich vom Schloss Corvey ändert sie von einer östlichen in eine südliche Fließrichtung. Dieses südlich verlaufende Teilstück ist der etwa 1482 angelegte Schelpekanal. Der Schelpekanal unterfließt die Corveyer Allee und verläuft dann – im vormaligen Bachbett der Grube – parallel zur Allee. Anschließend fließt die Schelpe durch das Klostergelände und unter dem Klostergebäude hindurch, bevor sie kurz hinter dem Kloster in die Weser mündet.
Der heutige Verlauf der Schelpe ist das Ergebnis eines jahrhundertelangen Streits zwischen der Stadt und dem Kloster über die Wasserrechte an der Grube und der Schelpe. Ursprünglich floss die Grube durch das Klostergelände von Corvey. Das Wasser war jedoch, nachdem es durch die Stadt geflossen war, nicht mehr für das Kloster verwendbar. Daher wurde die Schelpe, die vorher nördlich von Corvey in die Weser mündete, umgeleitet. Der Verlauf der Grube wurde gekürzt, sie wurde bereits nach der Altstadt von Höxter in die Weser geleitet. Die heutige Situation der Bäche wurde im Wesentlichen durch einen Vertrag zwischen der Stadt und dem Stift aus dem Jahr 1482 geregelt.
Die Schelpe floss als Scilipa in ihrem früheren Verlauf durch die Anlage der vormaligen Propstei tom Roden.
Ein weiterer Quellarm der Schelpe befindet sich etwa 300 m südöstlich von der Hauptquelle bei 51° 49′ 3″ N, 9° 17′ 9″ O.